# Les Experts : Miami (jeu vidéo)
Les Experts : Miami (CSI: Miami) est un jeu vidéo d'aventure développé par 369 Interactive et édité par Ubisoft, sorti en 2004 sur Windows, puis en 2008 sur iOS. Le jeu est basé sur la série américaine du même nom.

## Accueil
- Adventure Gamers : 2,5/5[1]